# Fá
Na música, o Fá, ou F (sistema de cifras), é uma nota musical que ressoa com frequência 349 Hz e, é também a quarta nota da escala diatônica de dó maior (escala padrão Dó M).

## Nome
O nome original desta nota deriva do início do quarto verso do hino religioso Ut queant laxis, usado por Guido d'Arezzo para nomear todas as notas musicais:
Ut queant laxis
resonare fibris
mira gestorum
→famuli tuorum
solve polluti
labii reatum
Sante Iohannes. (Si)
Deste hino cantochão, composto pelo historiador lombardo Paulo Diácono (Século VIII), teria servido Guido D'Arezzo no Século XI, por volta de 1025, para nomear os sons da escala diatônica de Dó.
Antes da adoção do solfejo, as notas eram chamadas por letras. A nota fá corresponde à nota F. Em diversas línguas este nome ainda é usado e mesmo em português usa-se o nome F em cifras.

## Altura
No temperamento igual, a nota fá que fica logo acima da nota dó central do piano (F3), tem a freqüência aproximada de 349 Hz e, possui dois enarmônicos, mi sustenido (E♯) e sol dobrado bemol (G♭♭).

## Clave
A clave de fá serve para guiar instrumentos graves (como trombone, baixos) em partituras, ela serve como guia por estar quatro ambientes antes da clave de dó e três depois (Justo Centro).

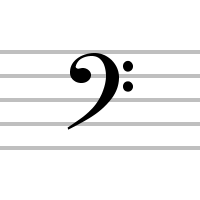